# Zgromadzenie Narodowe (Bułgaria)
Zgromadzenie Narodowe (bułg. Народно събрание, czyli Narodno sybranie) – najwyższy organ władzy ustawodawczej w Bułgarii.
W Republice Bułgarii Zgromadzenie Narodowe stanowi jedyną izbę bułgarskiego parlamentu (unikameralizm). Składa się ono z 240 deputowanych, wybieranych w wyborach powszechnych, równych, bezpośrednich i proporcjonalnych, w głosowaniu tajnym (wybory pięcioprzymiotnikowe). Kandydatem na deputowanego może każdy, kto przekroczył 21. rok życia, posiada obywatelstwo wyłącznie bułgarskie oraz nie był karany.
Kadencja Zgromadzenia, zgodnie z Konstytucją, trwa cztery lata; rozpoczyna się w dniu pierwszego posiedzenia nowo wybranego Zgromadzenia (które zwołuje prezydent) i trwa do dnia poprzedzającego dzień zebrania się Zgromadzenia następnej kadencji.
Zgromadzenie obraduje ciągle, jego obrady są jawne (transmitowane przez radio i telewizję).

## Organy Zgromadzenia
- Przewodniczący
- Prezydium
- Sekretarz Generalny
- Komisje parlamentarne[7]

## Funkcje i uprawnienia Zgromadzenia
Zgromadzeniu Narodowemu poświęcone są artykuły 62.-91. Konstytucji; funkcje i uprawnienia Zgromadzenia regulują artykuły 84.-91.

### Funkcja ustrojotwórcza i ustawodawcza
- ustanawianie ustroju państwa
- stanowienie prawa przez uchwalanie ustaw (w tym budżetu państwa) oraz uchwał
- określanie podstawowych kierunków działalności państwa

### Funkcja kreacyjna
- powoływanie na stanowiska i zatwierdzanie składu rządu
- w szczególnym wypadku – prawo do samodzielnego powołania rządu (w przypadku uchwalenia wotum nieufności)
- wybór i powoływanie na stanowiska m.in. prezesa Narodowego Banku Bułgarskiego
- ratyfikowanie większości międzynarodowych aktów prawnych (wymienionych w par.1 Art. 85. Konstytucji)
- podejmowanie uchwały o wypowiedzeniu wojny i warunkach pokoju
- podejmowanie uchwały o rozmieszczeniu wojsk bułgarskich poza granicami kraju
- na wniosek prezydenta lub premiera wprowadzenie stanu wojennego lub stanu wyjątkowego w całym kraju
- rozpisywanie wyborów prezydenckich
- odznaczanie medalami i orderami

### Funkcja kontrolna
- wotum nieufności wobec rządu lub konkretnego ministra
- absolutorium budżetowe
- zapytanie i interpelacje skierowane do członków rządu

## Wielkie Zgromadzenie Narodowe (Konstytuanta)
Wielkie Zgromadzenie Narodowe (bułg. Велико народно събрание) może być zwołane w przypadku rozwiązania spraw systemowych, takich jak wprowadzenie nowej konstytucji, czy zmiana granicy kraju. Może również, w przypadku niezwołania w tym czasie Zgromadzenia Narodowego, tymczasowo przejąć wszystkie jego kompetencje.
Wielkie Zgromadzenie Narodowe pojawiło się po raz pierwszy w Konstytucji Tyrnowskiej w 1879 roku. Do czasu likwidacji w 1947 roku (Konstytucja Dymitrowa) było zwoływane siedmiokrotnie. W 1990 roku, po upadku systemu komunistycznego, ponownie pojawiło się w ustawodawstwie bułgarskim.
W skład Wielkiego Zgromadzenia Narodowego wchodzi 400 deputowanych, wybieranych w wyborach powszechnych. Ustawy przedstawiane przed Konstytuantą wchodzą w życie, jeśli za ich wprowadzeniem zagłosuje 2/3 deputowanych w trzech głosowaniach odbywających się w różnych dniach.
Ostatnia sesja Wielkiego Zgromadzenia Narodowego trwała od 10 lipca 1990 do 12 lipca 1991 roku. Jej owocem jest obecna Konstytucja.

## Budynek

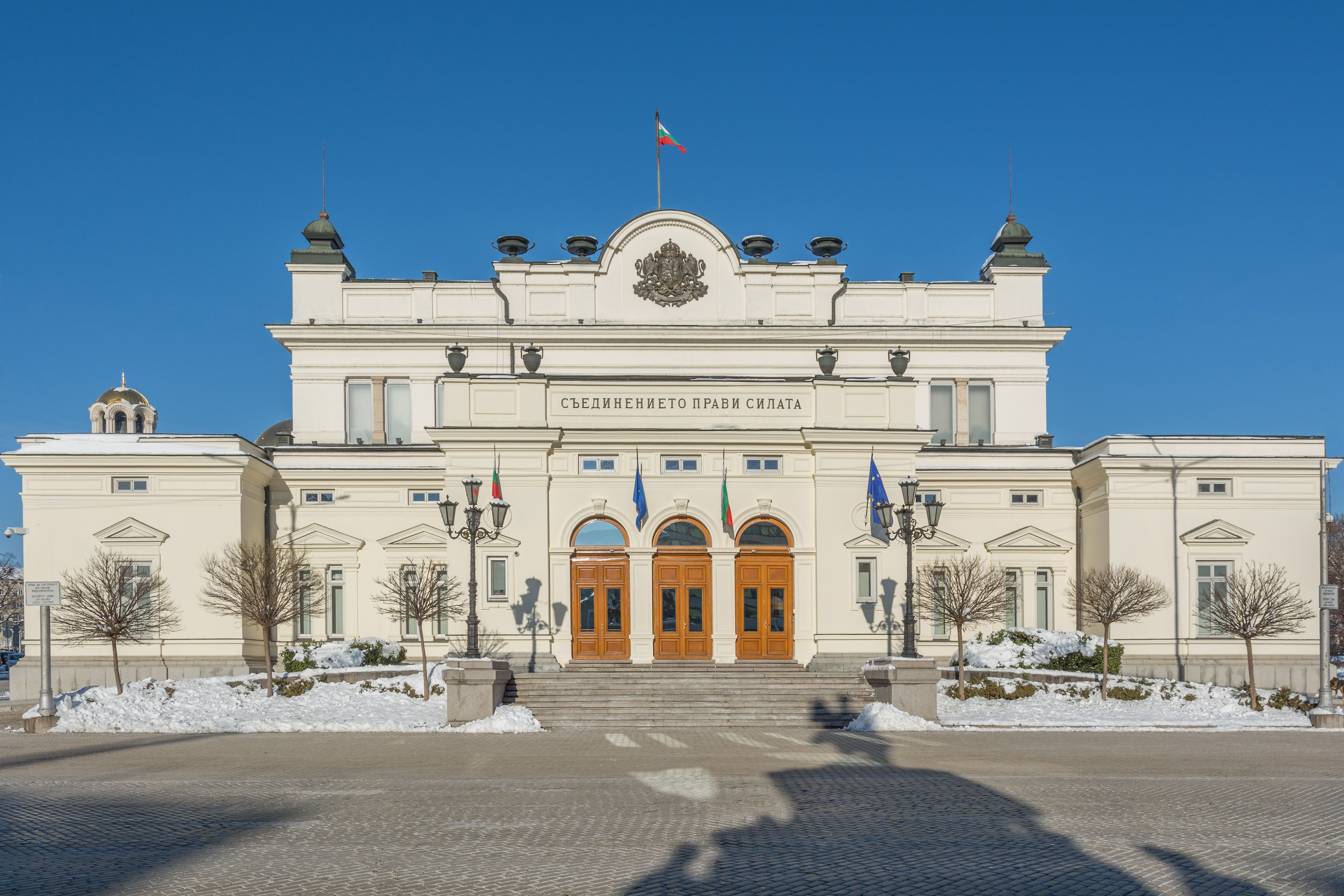
Budynek Zgromadzenia Narodowego.

Obecny budynek, w którym obraduje Zgromadzenie Narodowe, mieści się przy ulicy Zgromadzenia Narodowego 2 w Sofii. Został zbudowany w latach 1884–1886. Jego projektantem był znany architekt Konstantin Jovanović, absolwent uczelni technicznych w Austrii i Szwajcarii, także twórca budynku serbskiego parlamentu. Wygląd zewnętrzny oraz wyposażenie są utrzymane w stylu neorenesansowym.